# 930
Раннє Середньовіччя •  Епоха вікінгів •  Золота доба ісламу •  Реконкіста

## Геополітична ситуація
У Візантії правили Роман I Лакапін та, формально, Костянтин VII Багрянородний. Італійським королем був Гуго Арльський,
Західним Франкським королівством правив Рауль I (король Франції), Східним Франкським королівством — Генріх I Птахолов.
Північ Італії належить Італійському королівству, середню частину займає Папська область, герцогства на південь від Римської області незалежні, деякі області на півночі та на півдні належать Візантії, інші окупували сарацини. Південь Піренейського півострова займає Кордовський халіфат, в якому править Абд Ар-Рахман III. Північну частину півострова займають королівство Астурія і королівство Галісія та королівство Леон під правлінням Раміро II.
Королівство Англія очолює Етельстан.
Існують слов'янські держави: Перше Болгарське царство, де править цар Петро I, Богемія, Моравія, Хорватія, королем якої є Терпимир II, Київська Русь, де править Іфрикикії владу утримують Фатіміди, в Середній Азії — Саманіди. У Китаї триває період п'яти династій і десяти держав. Значними державами Індії є Пала, держава Раштакуртів, Пратіхара, Чола. В Японії триває період Хей'ан. На північ від Каспійського та Азовського морів існує Хозарський каганат.

## Події
- В Ісландії засновано Альтинг, один із найстаріших парламентів у світі.
- Кармати розграбували Мекку. Чорний камінь з Кааби щез на 20 років.
- Нормани з Нормандії вчинили напад на Аквітанію. Король Рауль I дав їм відсіч.
- Війська Кордовського халіфату взяли в облогу Толедо.
- Зникла Династія Кхук.